# Phyllodesmium briareum
Phyllodesmium briareum is een slakkensoort uit de familie van de Facelinidae. De wetenschappelijke naam van de soort is voor het eerst geldig gepubliceerd in 1896 door Bergh.